# الإخوان ميكري
الإخوان ميكري [(بالفرنسية: Les Frères Mégri)‏، (بالإنجليزية: Megri Brothers)‏] أو (الإخوان مگري) هي فرقة روك مغربية نشأت في مدينة وجدة في المغرب. الفرقة الموسيقية تتكون من أربعة أعضاء، هم الإخوة حسن ومحمود ويونس وأختهم جليلة. الفرقة اشتهرت في المغرب والعالم العربي والدول الأوروبية في أواخر الستينات وأوائل السبعينات. قبل تأسيس الفرقة، كان الإخوة مشهورون بأعمالهم الفنية كعازفين في جلسات التسجيل وتأليف وكتابة الموسيقى والإنتاج الفني.
بدأت الفرقة بإصدار أربعة أسطوانات للأغاني المنفردة والتي كانت بمشاركة حسن ومحمود في أوائل السبعينات. بعدها قام الإخوان ميكري بإصدار ثلاثة ألبومات. في عام 1974، أصدر يونس ميكري ومحمود ميكري ألبومهم الرسمي الأول بعنوان «يونس ومحمود». وفي نفس العام أصدرت الفرقة أولبومها الثاني بعنوان «يونس، حسن، محمود» والذي شارك به حسن ميكري مع إخوته. وفي عام 2004 أصدر حسن ميكري وجليلة ميكري ألبوماً بعنوان «حسن وجليلة» وأشير إلى الألبوم بـ «الميكري» "Les Mégri" بدلاً من «الإخوان ميكري» "Les Frères Mégri".

## الإصدارات الموسيقية

### الألبومات
- 1974: يونس ومحمود
- 1974: يونس، حسن، محمود
- 2004: حسن وجليلة

### الأغاني المنفردة
- الهـارب / هي سـمرة (تاريخ الإصدار غير معروف)
- قالولي نسـاها / كلـمتني (تاريخ الإصدار غير معروف)
- 1971: صـبر / ورود وشـوك
- 1972: صـبر / شـعلتيها نـار